# Accident ferroviaire de Moyenneville
Le déraillement de Moyenneville du 6 mai 1902 a eu lieu à 14 h 45 sur la ligne joignant Amiens à Compiègne par Montdidier. Toutes les victimes étaient des pèlerins belges se rendant à Lourdes, d'où son retentissement particulier.

## Les circonstances
Afin d'acheminer les participants au pèlerinage national belge se déroulant du 6 au 14 mai 1902, dix trains spéciaux avaient été organisés. Ils devaient emprunter d'abord le réseau du Nord, puis transiter par la Grande Ceinture pour gagner celui d'Orléans. Après arrêt en gare de Juvisy pour cinq d'entre eux et dans la gare de marchandises d'Ivry-Chevaleret pour les cinq autres, ils devaient rejoindre Bordeaux par la grande ligne. De là, le réseau du Midi devait les prendre en charge jusqu'à Lourdes.
L'un de ces trains, désigné «train brun» selon la nomenclature par couleurs utilisée habituellement pour les trains de pèlerinage, était occupé par des pèlerins en provenance de plusieurs villes de Flandre-Orientale et de Flandre-Occidentale, Gand, Furnes, Ypres, Bruges notamment. Sur ses 260 occupants, seuls une quarantaine étaient des hommes, majoritairement des prêtres. Il était tiré par la machine compound Nord à deux essieux accouplés no 2131, et composé de véhicules fournis par le réseau d'Orléans. Ceux-ci comprenaient, encadrées par deux fourgons, onze voitures à deux essieux et caisse en bois, une de première classe, trois de deuxième et sept de troisième. Parti d'Audenarde à 9h29, il était passé à Courtrai, puis à Mouscron avant de franchir la frontière et d'emprunter les voies du Nord par Douai, Arras et Amiens. Là, afin de délester la ligne principale, il avait été dirigé sur l'itinéraire, secondaire mais à double voie, ralliant Compiègne par Montdidier et Estrées-Saint-Denis.

## L'accident
Il a eu lieu environ 500 mètres après la gare de Wacquemoulin, au lieudit «le bosquet Mathieu» vers 14 heures 45. Le convoi venait d'aborder à 60 km/h une courbe à gauche de 1 000 mètres de rayon en déclivité de 5 ‰, lorsque peu après son passage sur un remblai d'une vingtaine de mètres de hauteur franchissant la vallée de l'Aronde, au point kilométrique 97,647, tous les véhicules suivant la locomotive furent affectés d'un bref mouvement de lacet, puis sortirent des rails pour rouler sur le ballast.
L'évènement aurait pu ne pas tourner à la catastrophe si l'effort de traction avait cessé et si la rame avait suivi une trajectoire rectiligne. Ce ne fut pas le cas, le mécanicien n'ayant pas immédiatement remarqué le déraillement. Aussi, au bout d'une centaine de mètres, une rupture d'attelage se produisit à l'avant de la neuvième voiture, de troisième classe, qui au PK 97,548 alla malencontreusement se ficher dans le talus bordant la voie à cet endroit, et fut percutée par les véhicules suivants. Ceux-ci, emportés par leur élan, la disloquèrent, écrasant ses occupants.
Quelques dizaines de mètres plus loin, sur la partie du train continuant sa course, une nouvelle rupture d'attelage eut lieu  derrière le fourgon de tête. Les cinq premières voitures s'inclinèrent alors sans verser, retenues par un talus, tandis que les trois suivantes se couchaient sur les voies, la sixième sur le côté droit, et les septième et huitième sur le côté gauche.
Le troisième tronçon du train, comprenant la locomotive, seule restée sur les rails, son tender et le fourgon de tête déraillés, s'arrêta à deux cents mètres de là, au PK 97,250, sans doute par l'effet automatique de la rupture de la conduite de frein.

## Les secours
L'accident avait surpris les occupants du train en pleine récitation des prières du Rosaire. Alors que les rescapés, éperdus, s'égaillaient aux abords des voies, la population du village de Wacquemoulin, alertée par le bruit du déraillement, accourut sur les lieux pour s'efforcer de leur venir en aide et d'organiser les premiers secours.
On amena ainsi des échelles afin de libérer les passagers demeurant coincés dans les voitures couchées. Au fur et à mesure de leur dégagement, les blessés furent transportés à l'école et à l'auberge, où en l'absence de médecin immédiatement disponible, le docteur Van Vossel, qui accompagnait le pèlerinage, leur dispensa des soins d'urgence, bien que lui-même fût sérieusement touché. Il fut secondé assez rapidement par un médecin militaire d'un régiment de Compiègne effectuant des manœuvres dans les environs. Faute de mieux, les morts furent déposés sur un lit de paille dans la remise de la pompe à incendie.
Pendant ce temps, le mécanicien, son chauffeur et le chef de train, indemnes, après avoir assuré la couverture avant et arrière du convoi accidenté, avaient couru jusqu'à la gare de Moyenneville, d'où l'alarme fut donnée par dépêches télégraphiques.
Ainsi, dès 15 heures 55, un premier train de secours partait d'Amiens, transportant des personnels équipés de matériel de déblaiement, suivi, une demi-heure plus tard, d'un second, emmenant, avec le docteur Peugniez, médecin de la Compagnie du Nord, d'autres médecins et du matériel médical, notamment des brancards. En fin d'après-midi, c'est de Paris que partait, à 18h 20, un autre train spécial dans lequel avaient pris place à la fois des cadres de la compagnie du Nord (MM. Lefèvre, ingénieur en chef de la voie et le docteur Périn, médecin-chef) et des fonctionnaires de l'État (M. Gros, sous-chef de cabinet représentant M. Pierre Baudin, Ministre des travaux publics, MM. Baume, inspecteur général, et Pierron, ingénieur en chef du contrôle).
Par la suite, les blessés, dont certains avaient entretemps été transportés jusqu'à la gare de Moyenneville et soignés par des médecins venus de Clermont, furent répartis entre les hôpitaux de Compiègne, Domfront, Montdidier, et pour les plus graves, d'Amiens.

## Le bilan
L'accident fit huit morts et une cinquantaine de blessés, dont vingt-cinq graves. C'est des débris pulvérisés de la neuvième voiture, écrasée par les deux suivantes et le fourgon de queue contre le talus dans lequel elle s'était plantée, que furent tirées la plupart des victimes, notamment les huit morts : six femmes, une fillette de 12 ans et un homme. Dans les trois voitures de troisième classe couchées sur le côté, les passagers furent renversés pêle-mêle dans leurs compartiments dont les cloisons s'arrêtaient à mi-hauteur, et certains d'entre eux coincés et laminés entre le cadre des ouvertures et le ballast subirent de graves blessures nécessitant souvent une amputation.

## Les causes
Dans les premières heures suivant l'accident, la presse avait évoqué une possible défaillance du matériel roulant, par exemple la rupture d'un essieu. Cette hypothèse ne pouvait être exclue catégoriquement, puisqu'afin de rétablir au plus vite la circulation, le déblaiement avait été effectué précipitamment, sans que les véhicules accidentés et leurs débris aient fait l'objet d'un examen sérieux.
Pourtant, au vu à la fois de la relation des faits par les témoins et de l'observation des lieux après le déraillement, il a rapidement semblé beaucoup plus probable que seul l'état de la voie devait être incriminé.
En effet, des témoignages concordants du chef de train occupant le fourgon de tête, des passagers des voitures ainsi que de deux ouvriers agricoles ayant assisté au déraillement, il ressortait qu'aussitôt franchi le remblai, les premiers véhicules, puis l'ensemble de la rame avaient d'abord été imprimés d'un mouvement de lacet avant de quitter les rails pour rouler sur le ballast. C'est seulement ensuite que les chocs dus aux ruptures d'attelage et au télescopage des véhicules furent ressentis.
Sur le lieu de l'accident, les traces observables sur le chemin de roulement révélaient bien les phases successives du déraillement : les rails, parallèles jusqu'au niveau d'un ponceau franchissant un chemin vicinal, apparaissaient ensuite déformés, puis tordus, puis brisés, les marques sur les traverses et le ballast témoignant elles aussi de la dérive croissante du convoi.
Alors que de fortes pluies avaient eu lieu les jours précédents et que le tronçon de voie en question avait été en travaux un mois plus tôt, on pouvait présumer que sa stabilité avait été compromise par le passage de deux autres convois quelques instants auparavant et que le poids de la locomotive du train de pèlerins avait provoqué l'affaissement du ballast et l'écartement des rails. C'était notamment l'opinion exprimée par M. Bourquelot, un ingénieur en chef, lors de l'enquête effectuée sur les lieux par le procureur général d'Amiens et le procureur de la République de Clermont.
Sans doute aurait-il été possible de s'interroger sur d'éventuelles carences dans la réalisation des travaux ou la surveillance de la voie, mais à l'époque, la justice ne remontait pas aussi loin dans la chaine des causalités, et les accidents provoqués par des déficiences matérielles étaient encore considérés comme imputables à la seule fatalité. Aussi, les représentants du ministère public, après avoir écarté l'hypothèse d'un excès de vitesse du convoi, qui roulait à 66 km/h, conclurent-ils qu'aucune infraction n'était à l'origine du déraillement, et que celui-ci était dû à des facteurs purement techniques insusceptibles de donner lieu à des poursuites.
Faute d'avoir à rechercher des responsabilités pénales, les investigations opérées par les services du ministère des travaux publics furent donc sommaires, et leurs conclusions, publiées dès le lendemain par M. Gros, sous-chef de cabinet du ministre, se présentèrent surtout comme un compte rendu du déraillement, tout en laissant subsister une part d'incertitude sur ses causes, qui ne furent jamais totalement élucidées.

## Les suites
Passés les premiers instants d'émoi et d'affliction, sur les 260 passagers du train, environ 200, indemnes ou seulement légèrement contusionnés, manifestèrent l'intention de poursuivre malgré tout leur pèlerinage. Ils furent donc amenés le soir même en gare de Compiègne, où un nouveau convoi pour Lourdes fut formé à leur intention. «Puissance de la foi ou du mysticisme que rien ne saurait ébranler», commentait avec une nuance d'ironie anticléricale le journal Le Matin.
Une trentaine d'autres pèlerins préférèrent cependant regagner leurs foyers, et arrivèrent à Lille par le rapide de 23 heures pour être rapatriés en Belgique.
Dès le lendemain matin à six heures, une voie unique temporaire permettait de rétablir le trafic.
Pour les huit morts de l'accident, après mise en bière à Wacquemoulin, une cérémonie d'obsèques fut organisée le 9 mai dans l'église de Moyenneville, en présence d'un sous-chef de cabinet représentant le ministre des travaux publics, d'un secrétaire d'ambassade représentant l'ambassadeur de Belgique, et du sous-préfet de Clermont représentant le préfet de l'Oise. Les corps furent ensuite inhumés dans leurs villes d'origine après avoir été ramenés en Belgique aux frais de la compagnie du Nord dans un fourgon spécial.
C'est également aux frais de la compagnie que furent rapatriés à Furnes et Gand leurs villes respectives, en wagon spécial et accompagnés d'un médecin belge, deux grands blessés de la catastrophe après dix jours de soins à l'hôpital de Compiègne.
Quelques mois plus tard, en janvier 1903, Léopold II, Roi des Belges conférait la croix civique de 2e classe à Mme Banse, femme de l'instituteur de Wacquemoulin, pour son dévouement dans les soins aux blessés lors de la catastrophe.